# هانس غوده
هانس فريدريك غوده (بالنرويجية:Hans Fredrik Gude) (ولد 13 مارس 1825 في كريستيانيا، توفي 17 أغسطس 1903 في برلين) كان رسام نرويجي. كان غوده من أهم الرسامين النرويجيون.

## نشأته
ولد غوده في أوسلو آنذاك كريستيانيا عام 1825 وهو ابن القاض أوفه غوده وماريا إليزابيث براندت.

## لوحاته

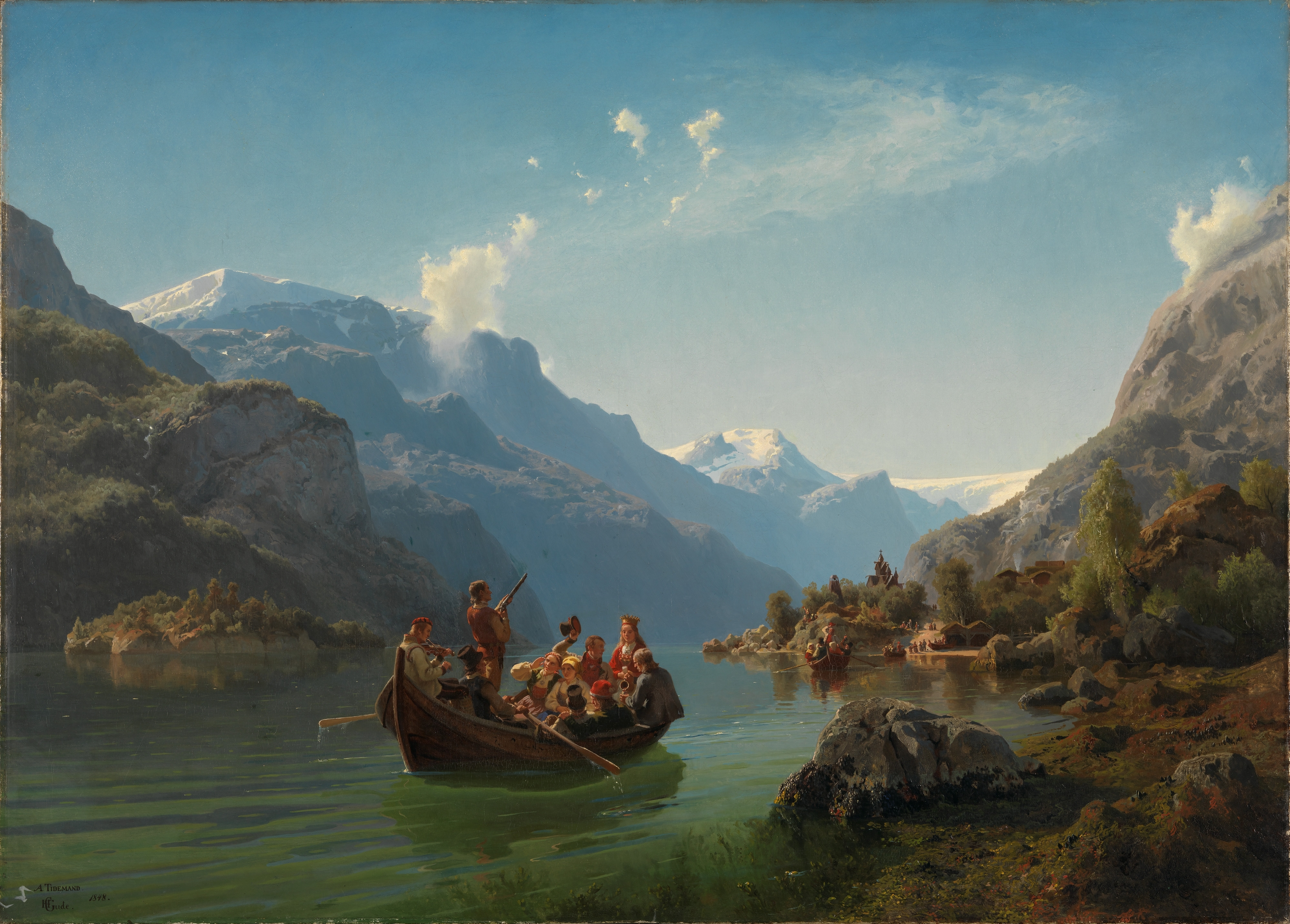
موكب زفاف في هاردانجر، 1848

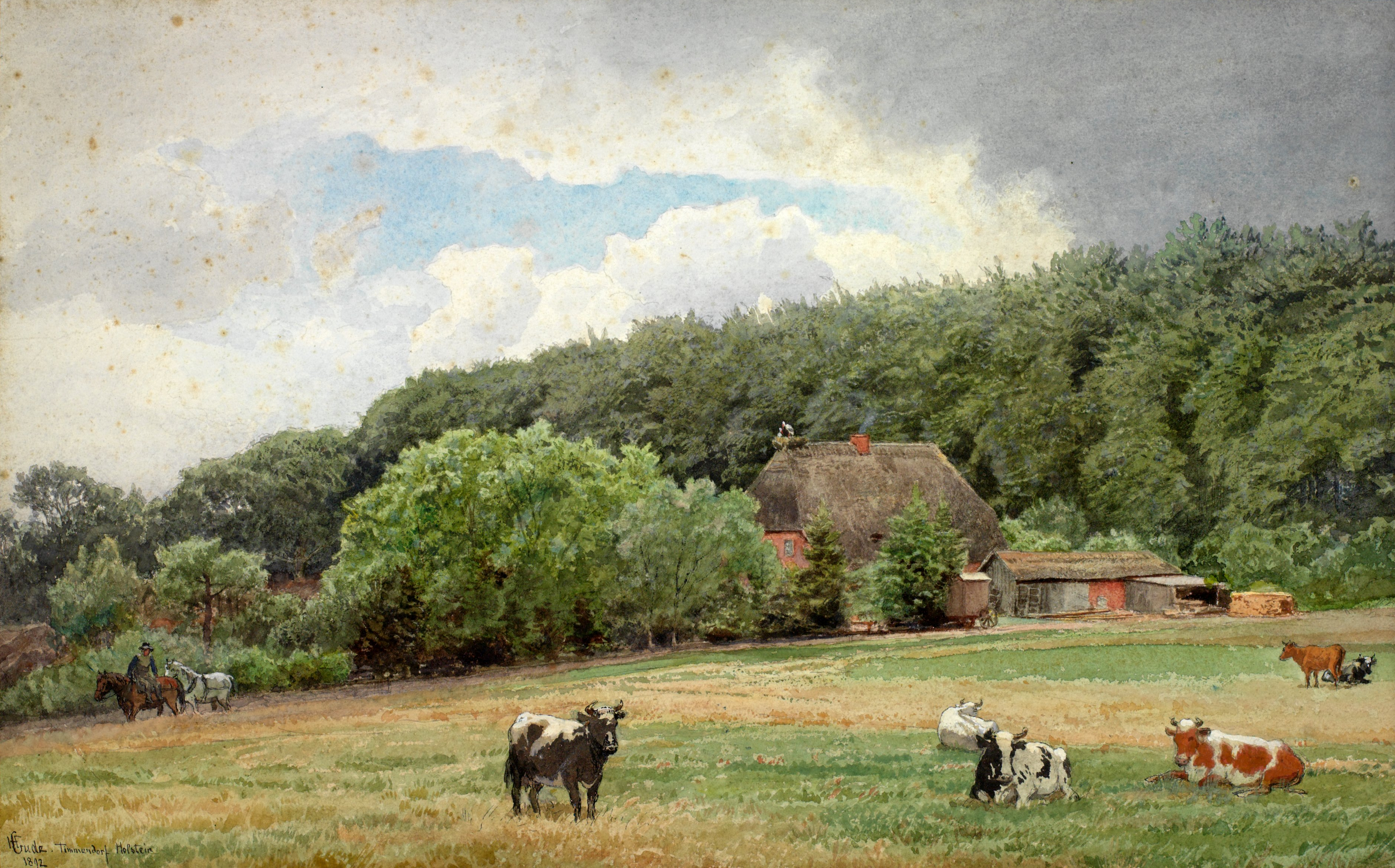
مزرعة وأبقار ترعى، 1892

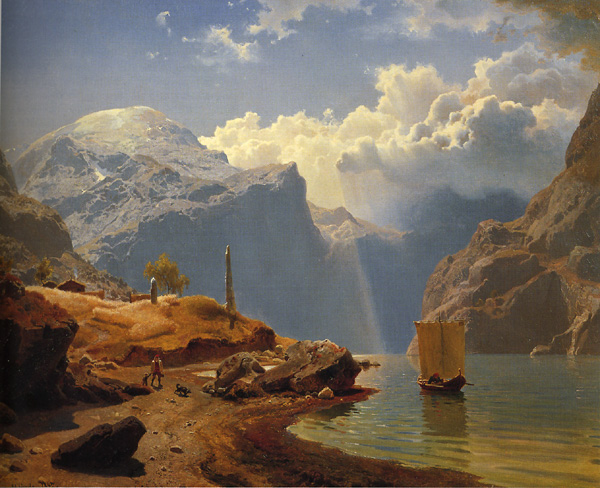
من هاردانجر، 1847